# Saint-Alexandre
Saint-Alexandre – miejscowość i gmina we Francji, w regionie Oksytania, w departamencie Gard.
Według danych na rok 1990 gminę zamieszkiwało 955 osób, a gęstość zaludnienia wynosiła 74 osoby/km² (wśród 1545 gmin Langwedocji-Roussillon Saint-Alexandre plasuje się na 355. miejscu pod względem liczby ludności, natomiast pod względem powierzchni na miejscu 608.).